# Shugoshine
La shugoshine, souvent orthographiée shugoshin comme en anglais, et dont le sigle usuel est SGO, est une phosphoprotéine homodimérique. Le terme désigne à la fois la protéine et la famille à laquelle elle appartient.

## Nom et formule
Le shugoshine dérive du japonais 守護霊 qui signifie « esprit gardien ».
La famille des shugoshines, comporte systématiquement une extrémité C-terminale permettant la liaison au centromère et une extrémité N-terminale spiralée permettant la régulation de la dimérisation et l'interaction avec d'autres protéines.

## Historique
La shugoshine est initialement observée chez la drosophila melanogaster ou « mouche du vinaigre ». Elle est alors appelée MEI-S332 et analysée en tant que protéine péri-centromérique nécessaire à la protection de la protéine REC8 (en) contre l'action de la séparase. Il apparaît ensuite que toutes les espèces eucaryotes possèdent un ou deux gènes codant pour la shugoshine, respectivement nommés SGO1 et SGO2. 

## Propriétés
La shugoshine est une phosphoprotéine homodimérique qui se trouve dans tous les organismes vivants, des organismes monocellulaires aux mammifères.